# Baumgarten (Nandlstadt)

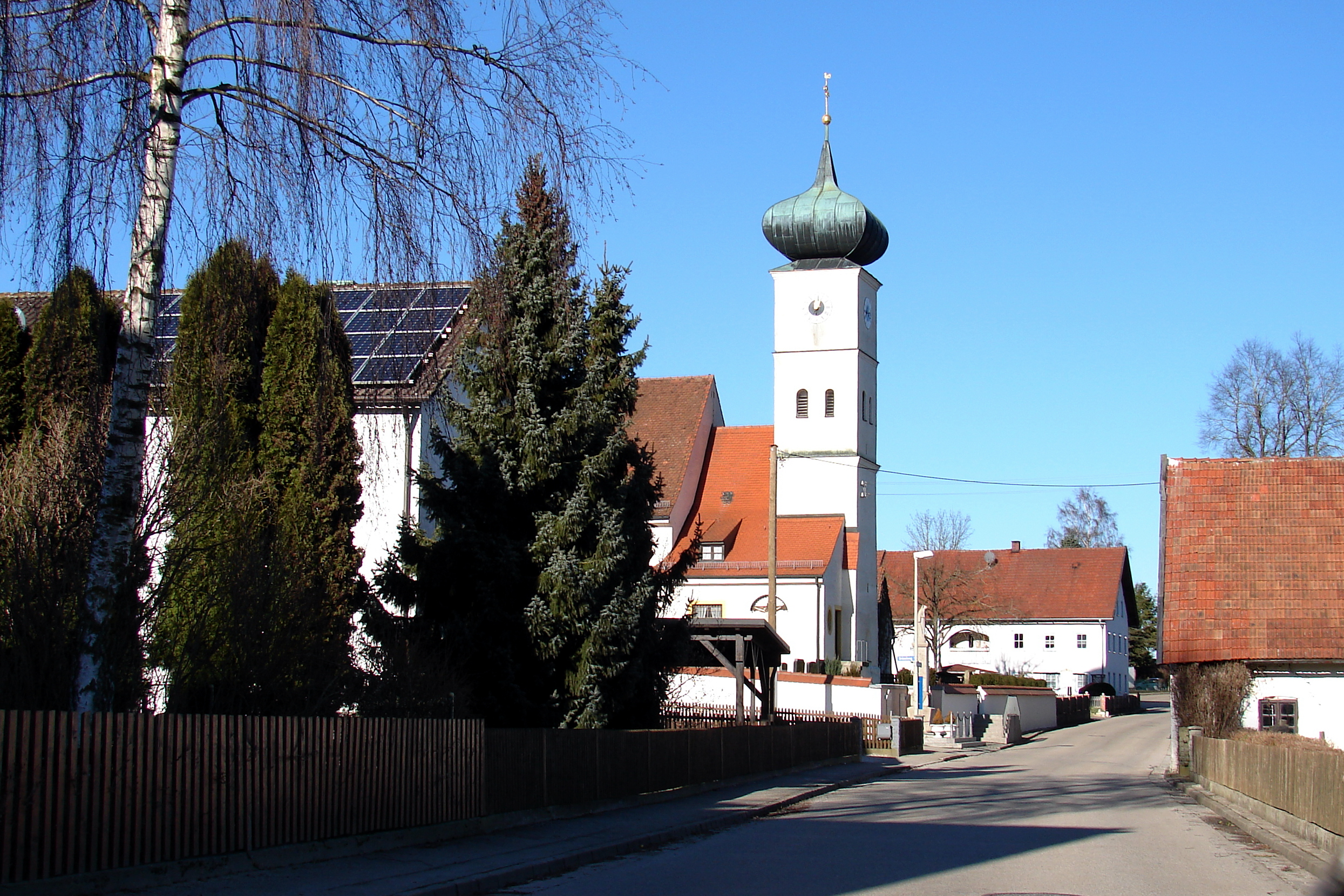
Ortsbild mit der Kuratiekirche in Baumgarten

Baumgarten ist ein Gemeindeteil des Marktes Nandlstadt im Landkreis Freising in Oberbayern. In dem Dorf leben 305 Einwohner (Stand: Juni 2023). Bis zum 1. Januar 1972 war Baumgarten eine Gemeinde.

## Geographie
Das Pfarrdorf liegt inmitten der Hallertau, etwa 20 Kilometer nordöstlich der Kreisstadt Freising auf 495 m ü. NHN.

## Geschichte
Paumgarten, Paungarten, Baumtgarten, Puomgart, Paumgartten (= Obstgarten bei Nandlstadt) in der Holledau (= Hallertau) ist eine sehr alte Ansiedlung. Erstmals erwähnt wurde der Ort in einem Verzeichnis im Jahre 1315 als Filiale der Pfarrei von Hörgertshausen. Der Ort war bis zum Beginn des 19. Jahrhunderts Sitz einer Obmannschaft im Landgericht Moosburg an der Isar. 1818 erfolgte mit dem Gemeindeedikt die Gründung der Landgemeinde. Zu ihr gehörten neben dem Hauptort auch Altfalterbach, Andorf, Bockschwaig, Gründl, Hadersdorf, Kollersdorf, Kronwinkl, Oberschwaig, Reith, Schatz, Spitz, Thalsepp, Tölzkirchen und Zeilhof. Mit der Gemeindegebietsreform wurde die Gemeinde Baumgarten am 1. Januar 1972 aufgelöst.

## Sehenswürdigkeiten
Das Ortsbild wird geprägt von der Pfarrkirche Herz Jesu.